# Талыш (Агдеринский район)
Талыш (азерб. Talış) — село в Агдеринском районе Азербайджана, является центром Талышского сельского административно-территориального округа.

## История
В 1279—1284 годах, армянский священник Ованнес в окрестностях села монастырский комплекс Урекаванк, которое в последующем стало усыпальницей армянских священнослужителей, а начиная с XVI века, усыпальницей князей Гюлистана Мелик-Бегларянов (в северо-восточной части — родовое кладбище Мелик-Бегларянов).
В 1701 году армянский князь Оган Бегларян строит в селе княжеский дворец
В 1808 году местные жители, из-за русско-персидских войн, бежали на территорию современного Болнисского муниципалитета Грузии. В 1819 году, после присоединения села к России, урекаванцы вернулись в своё уже разоренное село из Грузии и назвали его Тблецик. В 1822 году, армянский князь Фридон Бегларян, переименовал Тблецик в честь своего четвёртого сына — Талиша.
В 1894 году в селе на средства местных жителей строится церковь Сурб Аменапркич.
В советский период на 1 января 1977 года село являлось центром Талышского сельсовета, входящего в состав Мардакертского района Нагорно-Карабахской автономной области (НКАО) Азербайджанской ССР.

### Карабахский конфликт
2 сентября 1991 года на совместной сессии Нагорно-Карабахского областного и Шаумяновского районного Советов народных депутатов была принята Декларация о провозглашении Нагорно-Карабахской Республики в границах Нагорно-Карабахской автономной области (НКАО) и сопредельного Шаумяновского района Азербайджанской ССР.
26 ноября 1991 года Верховный Совет Азербайджанский Республики принял закон "Об упразднении Нагорно-Карабахской автономной области Азербайджанской Республики". В этом законе было постановлено помимо упразднения Нагорно-Карабахской Автономной Области (НКАО), в том числе также и переименование Мардакертского района в Агдеринский район.
В связи с Карабахским конфликтом Агдеринский район во время Первой карабахской войны оказался в зоне боевых действий. В ходе летнего наступления 1992 года Азербайджанские войска восстановили контроль над большей частью Агдеринского района. Над селом Талыш Азербайджан восстановил контроль 16-18 июня 1992 года. Утром 4 июля 1992 года Азербайджан восстановил контроль над городом Агдере.
Решением Милли Меджлиса Азербайджанской Республики от 25 августа 1992 года Талышский сельсовет был передан из состава Агдеринского района в состав Тертерского района. Сам Агдеринский район впоследствии решением Милли Меджлиса Азербайджанской Республики от 13 октября 1992 года был упразднён, а его территория была поделена между Агдамским, Кельбаджарским и Тертерским районами.
Однако в результате наступления армянским войскам к 25 февраля 1993 года удалось занять территорию почти всего на тот момент бывшего Агдеринского района. 27 июня, а по другим данным 7 июля 1993 года армянские вооружённые формирования заняли город Агдере. Само село Талыш было занято армянскими вооружённых формирований в апреле 1994 года, во время наступления армян на Тертер и попало под контроль непризнанной Нагорно-Карабахской Республики (НКР). Согласно административно-территориальному делению непризнанной республики село входило в состав Мартакертского района НКР и называлось Талиш (арм. Թալիշ).
В начале апреля 2016 года в окрестностях села произошли вооружённые столкновения. Вооружённые Силы Азербайджана заняли стратегические высоты вокруг села, но в самом селе закрепиться не смогли. Позже армянская сторона сообщила о возвращении потерянных высот, а азербайджанская сторона это опровергла.
27 сентября 2020 года началась Вторая карабахская война. 3 октября президент Азербайджана Ильхам Алиев объявил о восстановлении контроля над селом Азербайджанской армией. 5 октября 2020 года Министерство обороны Азербайджана опубликовало кадры села Талыш, находящегося под контролем Азербайджана. BBC, проанализировав опубликованное Министерством обороны Азербайджана видео из Талыша, подтвердило контроль Вооружённый Сил Азербайджана над Талышом. 9 октября Министерством обороны Азербайджана опубликовало очередные кадры из села Талыш.
11 октября 2020 года Министерство обороны Азербайджана опубликовало кадры, на которых группа представителей местных СМИ посетила село Талыш, находящееся под контролем Азербайджана.
14 ноября 2020 года Министерство обороны Азербайджана опубликовало новые кадры из села. 3 октября 2021 года президент Азербайджана Ильхам Алиев поднял флаг Азербайджана в селе Талыш.

### Восстановление
В декабре 2020 года сотрудники Тертерского районного отдела полиции восстановили службу в селе Талыш.
В октябре 2021 года состоялась церемония закладки фундамента автомобильной дороги Талыш — Тап-Гарагоюнлу — Гашалты — Нафталан и был дан старт широкомасштабным строительным работам. В январе 2022 года было восстановлено снабжение питьевой водой села Талыш.
В марте 2023 года первая фаза строительно-восстановительных работ в селе была завершена и 16 марта первые жители (20 семей, в общей сложности 90 человек) переселились в село в рамках программы «Великое возвращение».
18 марта 2023 года президент Азербайджана Ильхам Алиев посетил село Талыш, где совершил встречу с жителями села. В ходе визита было сообщено, что 20 домов уже восстановлены и реконструированы, ещё 158 домов планируется построить примерно через год. Также было сообщено о перспективе проживания в селе в будущем примерно более 1000 человек. Также в ходе визита было сообщено о планах строительства мечети.
По итогам боевых действий в сентябре 2023 года Азербайджан восстановил свой контроль над всей территорией на тот момент бывшего Агдеринского района. Законом от 5 декабря 2023 года в связи с воссозданием Агдеринского района из частей Агдамского, Кельбаджарского и Тертерского районов, Талышский сельский административно-территориальным округ вместе с самим селом Талыш был передан из состава Тертерского района в состав Агдеринского района. В настоящее время село Талыш является центром Талышского сельского административно-территориального округа Агдеринского района Азербайджана.

## Достопримечательности
- Армянский монастырский комплекс Урекаванк (1279 год)
- Армянская Апостольская церковь Аменапркич (1894 год)
- Резиденция армянских меликов Бегларянов (1716—1750 годы)
- Армянское кладбище (X—XIX века)
- Армянское кладбище Галерецоц (XIX—XX века)
- Средневековые хачкары
- Памятник воинам Великой Отечественной войны (XX век)
- Памятник воинам карабахской войны (XX век)[54][привести цитату]